# Pieuvre aux anneaux bleus
Hapalochlaena maculosa
Espèce
La pieuvre (ou poulpe) à anneaux bleus (Hapalochlaena maculosa) est un céphalopode de la famille des Octopodidae. On la trouve notamment sur les côtes de l'Australie, où elle est réputée pour son venin extrêmement dangereux.

## Description
Hôte des eaux tropicales des océans Indien et Pacifique, le poulpe à anneaux bleus ne pèse qu’une cinquantaine de grammes, pour une taille comprise entre 10 et 15 cm. Le manteau (« tête ») mesure autour de 5 cm, avec une pointe sur le sommet. Ses tentacules aux anneaux bleus, devenant phosphorescents avant l’attaque, ne dépassent pas la dizaine de centimètres. La couleur générale de la robe est généralement beige ou jaune pâle, mais variable : comme de nombreux céphalopodes ce poulpe peut modifier sa couleur à volonté pour se dissimuler. Ainsi, les anneaux bleus n'apparaissent qu'en cas de stress ou de menace, et sont destinés à prévenir un prédateur potentiel de la dangerosité de l'animal.

## Habitat
On trouve  la pieuvre à anneaux bleus  principalement sur les côtes du sud-est de l'Australie, notamment au sud de la Grande Barrière de corail, mais elle est aussi observée en Nouvelle-Calédonie et occasionnellement sur plusieurs autres récifs du bassin indo-pacifique.[réf. nécessaire]

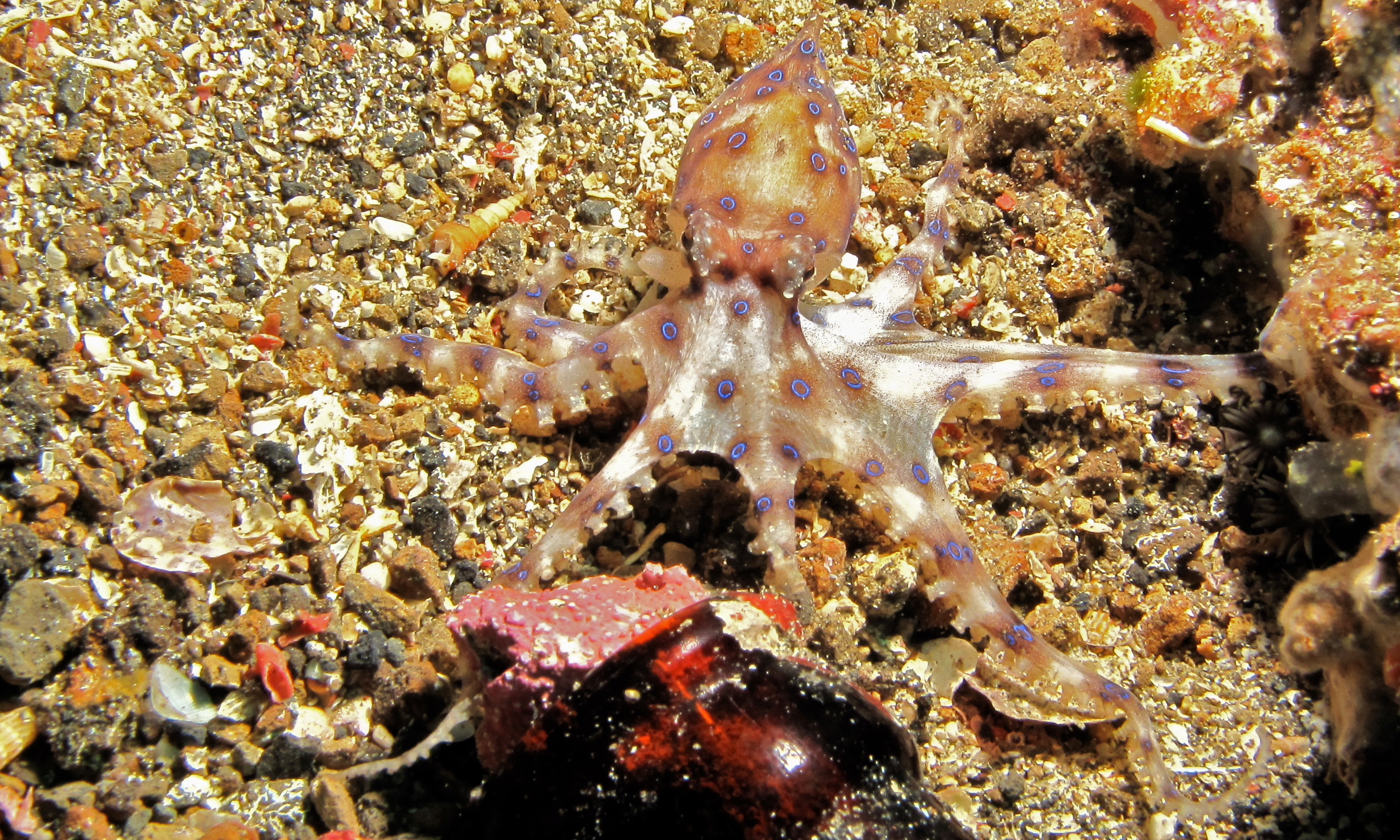
Hapalochaena maculosa (Sulawesi, Indonésie)

Elle habite toutes sortes de milieux coralliens (sable, coraux, rochers, herbiers…) où elle est facilement observable car, ainsi que la plupart des animaux très venimeux, elle n'est pas craintive. Elle se rencontre entre la surface et 55 m de fond.

## Alimentation
Ce poulpe se nourrit surtout de crustacés et autres invertébrés (crevettes, crabes, mollusques...) et de petits poissons. Il utilise un venin « de chasse » pour tuer ses proies, et un autre venin « de défense » contre les prédateurs, beaucoup plus puissant.

## Venin
Malgré sa petite taille, il est l'un des seuls céphalopodes capables de tuer un humain.
Son venin, d’origine salivaire,  agit en quelques minutes et provoque une détresse respiratoire grave. Cette neurotoxine, initialement appelée « maculotoxine », a depuis été identifiée à la tétrodotoxine.
En cas de morsure, le traitement recommandé est l'immobilisation, désinfection, glaçage, et surtout l'évacuation en urgence vers un centre médical.
La victime pouvant présenter à tout moment un arrêt respiratoire terminal, les secouristes doivent être capables d’effectuer une respiration artificielle.

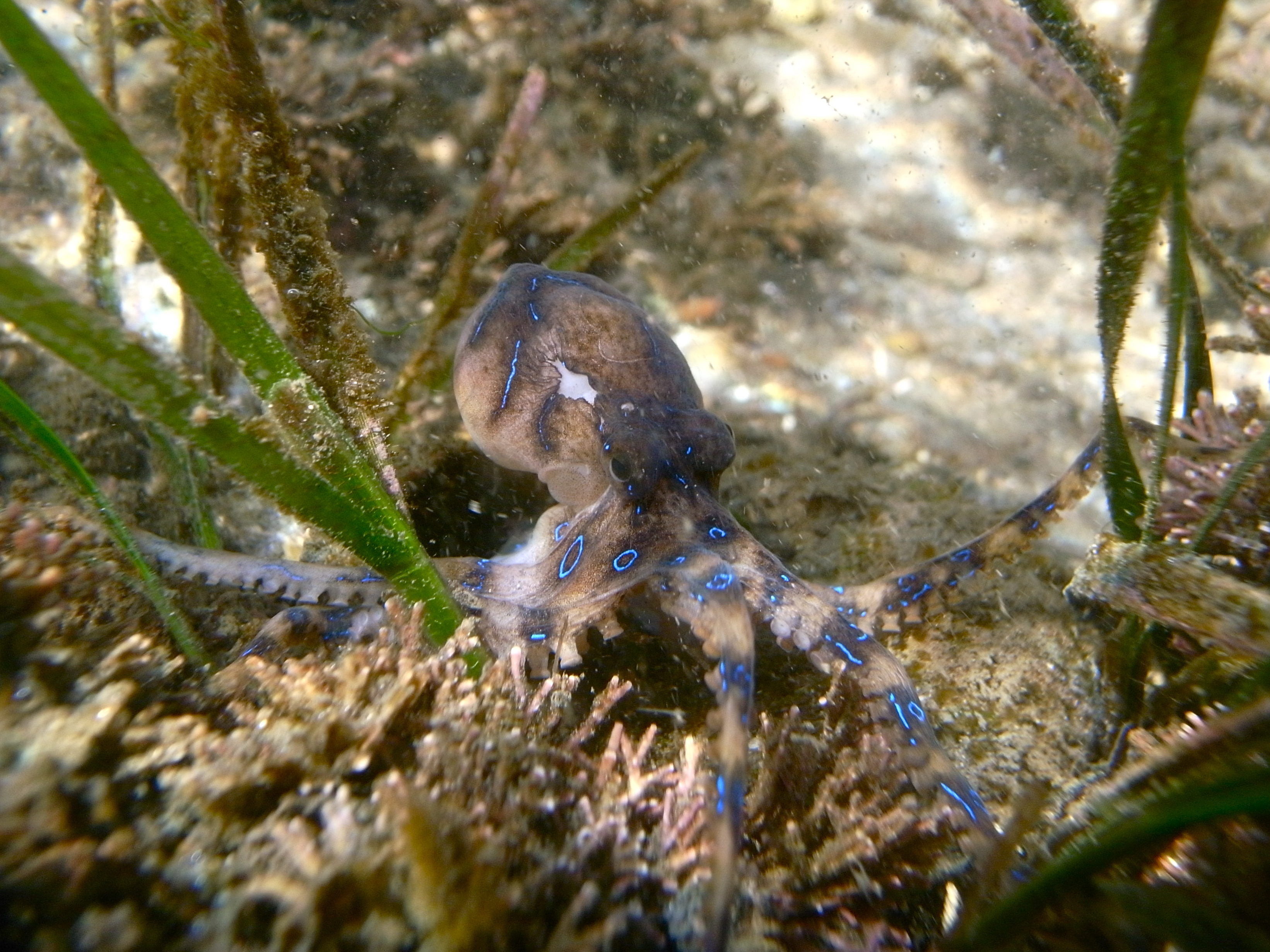
Poulpe à anneaux bleus (Hapalochlaena maculosa) près du rivage de Parsley Bay, Sydney, Australie.

L'espèce appartenant à un groupe cannibale, lors de l'accouplement, il est supposé que pour échapper au comportement de cannibalisme sexuel, le mâle injecterait du venin à la femelle pour l'immobiliser. 
En 2025, une étude produite par groupe de scientifiques australiens tend à démontrer ce comportement.
Cependant, cette étude semble être incomplète, et avoir des biais, notamment sur le fait qu'il n'a pas été démontré que ces pieuvres possèdent des récepteurs à la tétrodotoxine, et que les femelles pourraient donc ne pas être immobilisées par la substance.

## Espèces proches
Le genre Hapalochlaena comporte quatre espèces très similaires, souvent regroupées improprement sous le terme « pieuvre aux anneaux bleus » :
- Hapalochlaena maculosa (la plus répandue)
- Hapalochlaena fasciata (Nouvelle-Galles du Sud, anneaux remplacés par des lignes)
- Hapalochlaena lunulata (Nord de l'Australie, anneaux plus grands)
- Hapalochlaena nierstraszi (ne se trouve qu'en baie du Bengale)

### Dans la culture populaire
- Dans le film Octopussy, treizième opus de la saga des James Bond, une pieuvre aux anneaux bleus apparaît.[réf. nécessaire]
- Dans l'épisode numéro 11 de la saison 5 de NCIS : Enquêtes spéciales, un marine est assassiné par la tétrodotoxine d'une pieuvre aux anneaux bleus.[réf. nécessaire]
- Dans le roman-essai État d'urgence de Michael Crichton (2004), une pieuvre aux anneaux bleus est utilisée par les écoterroristes pour paralyser et tuer ceux qui se dressent sur leur chemin.
- Dans le manga One Piece, le personnage de Hyouzou est un homme-poisson pieuvre à anneaux bleus ; son nom vient de « Hyomon-dako », le nom japonais de cette pieuvre.